# دهیچ
دهیچ، روستایی در دهستان درپهن بخش سندرک شهرستان میناب در استان هرمزگان ایران است.

## جمعیت
بر پایه سرشماری عمومی نفوس و مسکن در سال ۱۳۹۵، جمعیت این روستا برابر با ۳۷۰ نفر (۸۰ خانوار) بوده‌است.